# NGC 6744
Az NGC 6744 (más néven Caldwell 101) egy küllős spirálgalaxis a Pavo (Páva) csillagképben.

## Felfedezése
A galaxist James Dunlop fedezte fel 1826-ban.

## Tudományos adatok
Több mint 840 km/s sebességgel távolodik tőlünk.